# Stepney
Stepney és un barri del municipi londinenc de Tower Hamlets que està situat a uns 5,8 km a l'est de Charing Cross. Segons el cens de 2011 comptava amb una població de 16.238 habitants. Va sorgir d'un poble medieval al voltant de l'església de St Dunstan i el desenvolupament de la cinta del segle xv de Mile End Road anomenat Stepney Green. L'àrea va créixer ràpidament al segle xix, principalment per donar cabuda als treballadors immigrants i els pobres desplaçats de Londres, i va desenvolupar una reputació per la pobresa, l'amuntegament, la violència i la dissidència política. Va ser greument danyat durant el Blitz, amb més d'un terç de l'habitatge totalment destruït; i després, a la dècada de 1960, la depuració i el desenvolupament de les zones baixes van substituir la majoria dels carrers residencials amb blocs de torre i moderns patrimonis. Algunes cases d'arquitectura georgiana i victoriana van sobreviure a parcel·les: per exemple la plaça Arbor, el costat oriental de Stepney Green i els carrers al voltant de Matlock Street.